# Pedro Paulet
Pour les articles homonymes, voir Paulet.
Pedro Eleodoro Paulet Mostajo, (Arequipa, Pérou, 2 juillet 1874 - Buenos Aires, Argentine, 30 janvier 1945), serait le premier scientifique à tester un moteur de fusée à ergols liquides.

## Biographie
Pedro Paulet né le 2 juillet 1874, à Tiabaya (en), au sud-ouest du Pérou. Passionné dès l'enfance par l'Espace, il s'intéresse aux feux d'artifice et est convaincu de la possibilité d'améliorer fortement leur principe.
Il étudie dans un collège de lazaristes français, dirigé par Hippolyte Duhamel. Puis à l'université « Universidad Nacional de San Agustín (en) » d'Arequipa. Ses résultats lui valent une bourse lui permettant de poursuivre ses études de technologie et d'architecture à l'Institut de Chimie Appliquée (Paris). Il suit les cours de chimie du professeur Marcellin Berthelot, et acquiert la conviction que le carburant liquide serait la meilleure solution pour accroître les performances des fusées, surtout s'agissant de la possibilité de fonctionnement long.
Paulet met en pratique cette idée et teste à Paris, en 1897, un moteur-fusée. Il en dépose le brevet[réf. nécessaire]. Il peut donc être légitimement considéré comme l'inventeur de ce mode de propulsion. Les ergols (essence et acide nitrique) sont introduits sous pression dans le moteur, dont la chambre de combustion et la tuyère sont taillées dans un seul bloc. La poussée, mesurée par un dynamomètre, atteint un kilonewton.
Au cours des années suivantes, il expérimente la girándula (es). Il s'agit d'une roue à rayons sur laquelle sont montées trois fusées à ergols liquides alimentées par des tuyaux radiaux (la force centrifuge entraînant les ergols). L'allumage est électrique (des bougies semblables à celles d'un moteur de voiture). La girándula, sorte d'éolipile moderne, devait servir de moteur industriel. Une explosion accidentelle pendant ces essais vaut à Paulet la perte de son oreille gauche, et quelques ennuis avec la police (à cette époque, le terrorisme anarchiste était omniprésent, il fut donc soupçonné de fabriquer des explosifs pour des attentats).
Pedro Paulet s'intéresse ensuite à l'« Avion-Torpille », un drôle d'engin pour le voyage lunaire constitué d'une capsule sphérique entourée d'une voilure triangulaire garnie de nombreux moteurs-fusées. L'aile (avec les moteurs) pivotait pour voler verticalement, horizontalement ou en diagonale. Il s'agit d'un des plus anciens concepts de véhicule spatial mû par fusées. Il rejette l'offre financière d'Henry Ford qui voulait acheter son invention pour l'adapter sur des voitures.
Il s'éloigne ensuite du travail sur les fusées (sans l'arrêter totalement) et, à la demande du gouvernement, fonde l'école péruvienne des Arts et Métiers, instaurant ainsi l'éducation technique supérieure dans ce pays. Il organise ensuite l'industrie de l'aéronautique. Dans les années 1920 et 1930, il occupe différents postes diplomatiques auprès de la France, de la Belgique et du Japon. Parallèlement, il publie différents articles. Dans l'un d'eux, il comprend l'intérêt de l'énergie nucléaire pour la propulsion spatiale (grâce au stockage d'énergie par unité de masse absolument faramineux qu'elle offre) mais n'envisage pas de moyen concret de l'utiliser. Il meurt en 1945.
Si son nom est peu connu du grand public, Pedro Paulet est reconnu dans le petit monde de l'astronautique comme un ingénieur de tout premier plan, ainsi Wernher von Braun dans Histoire de la fuséologie et des voyages spatiaux lui rend hommage. Au Pérou, il est considéré comme l'une des plus grandes personnalités de l'histoire du pays et l'anniversaire de sa naissance, le 2 juillet, est la journée nationale de l'aéronautique et de l'espace.
L'armée de l'air péruvienne, dans son musée aéronautique à Lima, a une salle "Pedro Paulet", où les croquis originaux et les modèles réduits des inventions revendiquées par Paulet, sont exposés.

## Polémique
Il semble que les affirmations de Paulet étaient inconnues avant le 27 octobre 1927, lorsque le journal péruvien El Comercio publia une lettre qu'il écrivit, dans laquelle il affirmait avoir conçu un « projet d'avion fusée » 30 ans auparavant. Reconnaissant que des fusées commençaient à voler en Europe, Paulet a cherché des témoins pour aider à corroborer ses affirmations. Aucun ne s'est manifesté, même si la lettre de Paulet a été largement diffusée par Alexander Scherschevsky, un ressortissant russe, sous forme de résumé. Si les affirmations de Paulet avaient été authentifiées - il n'a semble-t-il rien publié sur le sujet pendant 30 ans - il pourrait aujourd'hui être considéré comme le père de la fusée à propergol liquide, plutôt que Robert H. Goddard, qui en 1926, a employé un moteur de fusée à carburant liquide dans un véhicule d'essai.

## Hommage
- (4443) Paulet, astéroïde découvert en 1985.